# 2 in the Morning
2 in the Morning è il terzo singolo tratto dal secondo album delle Girlicious, intitolato Rebuilt. Il singolo è stato pubblicato ufficialmente il 31 agosto 2010 sia negli Stati Uniti sia in Canada. Tra coloro che crearono la canzone c'è anche Nichole Cordova, una delle componenti delle Girlicious.
Nel ritornello della canzone è presente un richiamo alla canzone della band tedesca A Touch of Class, Around the World (La La La La La).
Della canzone venne realizzato anche un remix che prese il titolo di 2 in the Morning - Original Harper & Brother Remix.

## Video
Anche per questo video era prevista la realizzazione di un video musicale, il quale, però, non è mai stato realizzato. Sia le Girlicious sia la casa discografica non hanno mai pubblicato una dichiarazione sul motivo che ha portato a non realizzare un video musicale per questa canzone.

## Classifiche
Il singolo debutta nella Canadian Hot AC entrando alla posizione numero 48 per poi salire nelle settimane successive arrivando fino alla posizione numero 29. Il 10 settembre 2010, il singolo entra anche nella Canadian Hot 100 raggiungendo la posizione numero 35. La canzone resta in classifica per un totale di 14 settimane.
| Classifica (2008) | Posizione massima |
| ----------------- | ----------------- |
| Canadian Hot 100  | 35                |
| Canadian Hot AC   | 29                |

## Date di pubblicazione
- 31 agosto 2010[1]
- 31 agosto 2010[2]